# Tchétchènes en France
Les Tchétchènes en France (en tchétchène : Пранцойчура нохчий, romanisé : Prancoyçura noxçiy) appartiennent à la diaspora tchétchène.

## Histoire
Les immigrés tchétchènes sont arrivés en France comme réfugiés politiques au début des années 2000, fuyant la guerre dans leur pays. Aujourd'hui, on compte entre 30 000 et 60 000 Tchétchènes en France, ce qui en fait la plus grande communauté de la diaspora tchétchène en Europe,.
La diaspora tchétchène en France vit principalement à Nice et à Strasbourg, deux villes comptant la plus forte proportion de Tchétchènes du pays. Il existe également d'importantes communautés tchétchènes à Orléans, Rennes et Toulouse.

## Personnalités tchétchènes
- Zelimkhan Khadjiev, lutteur
- Milana Terloeva, auteure et journaliste
- Baïssangour Chamsoudinov, combattant de MMA
- Ramzan Jembiev, combattant de MMA